# 13421 Холворкем
13421 Холворкем (13421 Holvorcem) — астероїд головного поясу, відкритий 11 листопада 1999 року.
Тіссеранів параметр щодо Юпітера — 3,380.